# Carl Ferdinand Allen

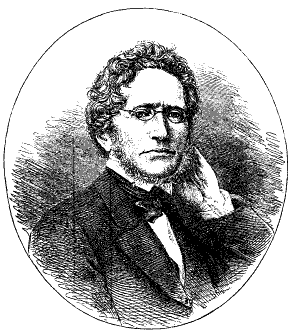

Carl Ferdinand Allen (23 de abril de 1811, em Copenhaga, Dinamarca - 27 de dezembro de 1871) era um historiador dinamarquês. Ele estudou na Universidade de Copenhaga.
Seu principal trabalho foi "De Tre Nordiske Rigers Historie", 1497-1536,("A História dos Três Reinos Setentrionais", em cinco volumes, 1864-1872). Ele escreveu o trabalho nos anos seguintes examinando os arquivos das nações européias.